# Polyzonium transsilvanicum
Polyzonium transsilvanicum är en mångfotingart som beskrevs av Karl Wilhelm Verhoeff 1898. Polyzonium transsilvanicum ingår i släktet Polyzonium och familjen koppardubbelfotingar. Inga underarter finns listade i Catalogue of Life.